# Droga wojewódzka 968
Die Droga wojewódzka 968 (DW 968) ist eine 44 Kilometer lange Droga wojewódzka (Woiwodschaftsstraße) in der polnischen Woiwodschaft Kleinpolen, die Lubień mit Zabrzeż verbindet. Die Strecke liegt im Powiat Myślenicki, im Powiat Limanowski und im Powiat Nowosądecki.

## Streckenverlauf
Woiwodschaft Kleinpolen, Powiat Myślenicki
-  Lubień (S 7, DK 7)

Woiwodschaft Kleinpolen, Powiat Limanowski
- Kasinka Mała
-  Mszana Dolna (DK 28)
- Mszana Górna
- Lubomierz
- Rzeki
- Szczawa
- Kamienica

Woiwodschaft Kleinpolen, Powiat Nowosądecki
-  Zabrzeż (DW 969)